# Pseudobendis
Pseudobendis là một chi bướm đêm thuộc họ Noctuidae.